# Live in London (The Cardigans)
Live in London è un DVD dei The Cardigans del 2004.

## Tracce
1. Iron Man
2. Your New Chuckoo
3. Sick and Tired
4. Step on Me
5. Plain Parade
6. Fine
7. Been It
8. Celia Inside
9. Nasty Sunny Beam
10. Hey! Get Out Of My Way
11. Never Recover
12. Lovefool
13. Losers
14. Carnival
15. Happy Meal
16. Rise and Shine
17. Great Divide
18. Sabbath Bloody Sabbath

Extra Features:
1. First Band On The Moon - A Short Film
2. Been It - US Promo
3. Interactive Picture Gallery